# Seznam klasicističnih skladateljev
Seznam klasicističnih skladateljev.

## Skladatelji na prehodu med barokom in klasicizmom (rojeni pred 1710)
- Lodovico Giustini (1685 - 1743)
- Jean-Baptiste Masse (okoli 1700 - okoli 1756)
- Michel Blavet (1700 - 1768)
- Johan Agrell (1701 - 1765)
- Jean-Fery Rebel (mlajši) (1701 - 1775)
- Giovanni Battista Sammartini (okoli 1701 - 1775)
- Johann Ernst Eberlin (1702 - 1762)
- Johann Gottlieb Graun (okoli 1702-1771)
- Carl Heinrich Graun (okoli 1703-1759)
- Giovanni Battista Pescetti (okoli 1704 - okoli 1766)
- Baldassare Galuppi (1706 - 1785)
- Georg Reutter mlajši (1708 - 1772)
- Michel Corrette (1709 - 1795)
- Christoph Schaffrath (1709 - 1763)
- Giovanni Battista Pergolesi (1710 - 1736)
- Domenico Alberti (1710 - 1740)
- Thomas Arne (1710 - 1778)
- William Boyce (1711 - 1779)

## Zgodnji klasicizem (rojeni med 1710-1730)
- John Stanley (1712 - 1786)
- Johann Ludwig Krebs (1713 - 1780)
- Per Brant (1714 - 1767)
- Niccolò Jommelli (1714 - 1774)
- Gottfried August Homilius (1714 - 1785)
- Christoph Willibald Gluck (1714 - 1787)
- Carl Philipp Emanuel Bach (1714 - 1788)
- Georg Christoph Wagenseil (1715 - 1777)
- Hinrich Philip Johnsen (1716 - 1779)
- Johann Wenzel Anton Stamitz (1717 - 1757)
- Leopold Mozart (1719 - 1787)
- William Walond (1719 - 1768)
- Johann Philipp Kirnberger (1721 - 1783)
- Sebastián Ramón de Albero y Añaños (1722 - 1756)
- Karl Friedrich Abel (1723 - 1787)
- Armand-Louis Couperin (1727 - 1789)
- Florian Leopold Gassmann  (1729 - 1774)
- Giuseppe Sarti (1729 - 1802)
- Antonio Soler (1729 - 1783)

## Srednji klasicizem (rojeni med 1730-1750)
- Joseph Haydn (1732 - 1809)
- François-Joseph Gossec (1734 - 1829)
- Johann Gottfried Eckard (1735 - 1809)
- Johann Christian Bach (1735 - 1782)
- Johann Georg Albrechtsberger (1736 - 1809)
- Michael Haydn (1737 - 1806)
- Karl Ditters von Dittersdorf (1739 - 1799)
- Johann Baptist Vanhal (1739 - 1813)
- André-Ernest-Modeste Grétry (1741 - 1813)
- Andrea Luchesi (1741-1801)
- Giovanni Paisiello (1741 - 1816)
- Luigi Boccherini (1743 - 1805)
- Franz Nikolaus Novotny (1743 - 1773)
- Carl Stamitz (1745 - 1801)
- Leopold Kozeluch (1747 - 1818)
- Joseph Schuster (1748 - 1812)
- Domenico Cimarosa (1749 - 1801)

## Pozni klasicizem (rojeni med 1750-1770)
- Antonio Salieri (1750 - 1825)
- Antonio Rosetti (c1750 - 1792)
- Dmytro Bortniansky (1751 - 1825)
- Muzio Clementi (1752 - 1832)
- Niccolò Antonio Zingarelli (1752 - 1837)
- Vincenzo Righini (1756 - 1812)
- Wolfgang Amadeus Mozart (1756 - 1791)
- Joseph Martin Kraus (1756 - 1792)
- Franziska Danzi Lebrun (1756-1791)
- François Devienne (1759 - 1803)
- Franz Vinzenz Krommer (1759 - 1831)
- Maria Theresa von Paradis (1759 - 1824)
- Luigi Cherubini (1760 - 1842)
- Johann Ladislaus Dussek (1760 - 1812),
- Joseph de Momigny (1762 - 1842)
- Franz Danzi (1763 - 1826)
- Etienne Mehul (1763-1817)
- Simon Mayr (1763 - 1845)
- Franz Xaver Süssmayr (1766 - 1803)
- Wenzel Muller (1767 - 1835)
- Francesco Gnecco (1769 - 1810)

## Skladatelji na prehodu med klasicizmom in romantiko (rojeni med 1770-1800)
- Ludwig van Beethoven (1770-1827)
- Ferdinando Paër (1771 - 1839)
- Johann Nepomuk Hummel (1778 - 1837)
- Fernando Sor (1778 - 1839)
- Anthony Philip Heinrich (1781 - 1861)
- John Field (1782 - 1837)
- Niccolò Paganini (1782 - 1840)
- Daniel François Esprit Auber (1782 - 1871)
- Louis Spohr (1784 - 1859)
- Pietro Raimondi (1786 - 1853)
- Carl Maria von Weber (1786 - 1826)
- Nicolas Bochsa (1789 - 1856)
- Carl Czerny (1791 - 1857
- Giacomo Meyerbeer (1791 - 1864)
- Gioacchino Rossini (1792 - 1868)
- Franz Berwald (1796 - 1868)
- Carl Loewe (1796 - 1869)
- Gaetano Donizetti (1797 - 1848)
- Franz Schubert (1797-1828)